# Cichlocolaptes
Cichlocolaptes és un gènere d'ocells de la família dels furnàrids (Furnariidae).

## Taxonomia
Segons la Classificació del Congrés Ornitològic Internacional (versió 10.2, 2020) aquest gènere està format per dues espècies:
- Cichlocolaptes leucophrus - plegafulles cellut.
- Cichlocolaptes mazarbarnetti - plegafulles de Mazar Barnett.